# Мадлен (станция метро)
Мадлен (фр. Madeleine) — пересадочный узел Парижского метрополитена между линиями 8, 12 и 14, расположенный в центральной части города в VIII округе. На станции установлены платформенные раздвижные двери.

## История
- Первым открылся 5 ноября 1910 года зал линии 12 (тогда ещё линии А компании Север-Юг) в составе участка Порт-де-Версаль — Нотр-Дам-де-Лорет.
- 13 июля 1913 года открылся зал линии 8 в составе первого пускового участка Шарль-Мишель — Опера. Позднее часть этого участка перешла в состав линии 10, но станция "Мадлен" осталась в составе линии 8.
- Зал линии 14 открылся 15 октября 1998 года в составе первого участка Мадлен — Библиотек-Франсуа-Миттеран, который оставался конечной станцией данной линии вплоть до открытия станции "Сен-Лазар" в декабре 2003 года.
- В 2009 году в переходе между залами линий 12 и 14 был размещён витраж Ивана Лубенникова "Курочка Ряба"[3][4], подаренный Московским метрополитеном в ответ на редизайн одного из лестничных сходов в один из вестибюлей пересадочного узла станций Московского метро "Киевская".

## Этимология названия
Станция названа по церкви Мадлен, построенной в XVIII веке. 

## Путевое развитие
К западу от зала линии 14 располагается перекрёстный съезд, использовавшийся в 1998—2003 годах, когда станция была конечной для данной линии.

## Галерея

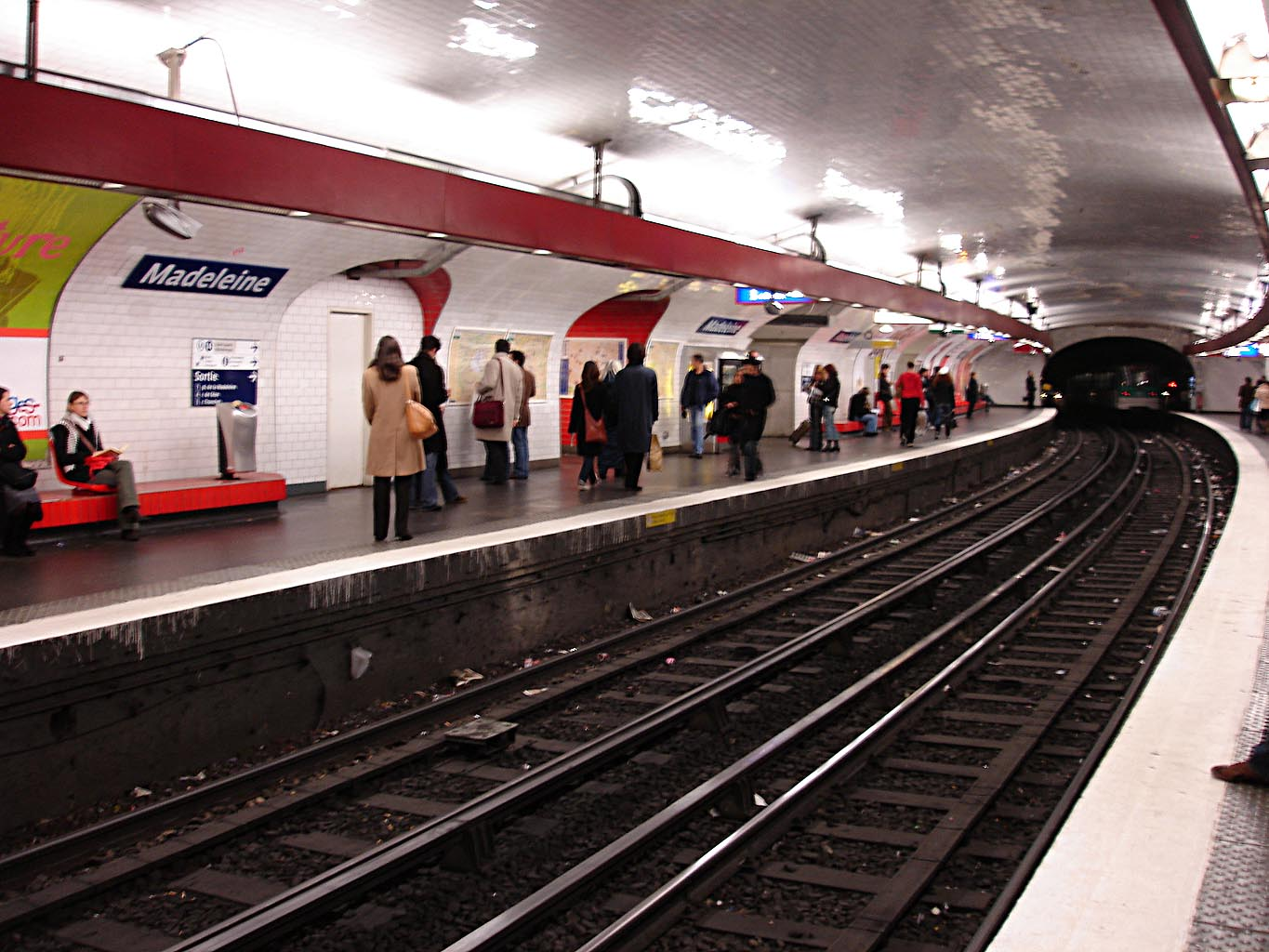
Зал линии 12
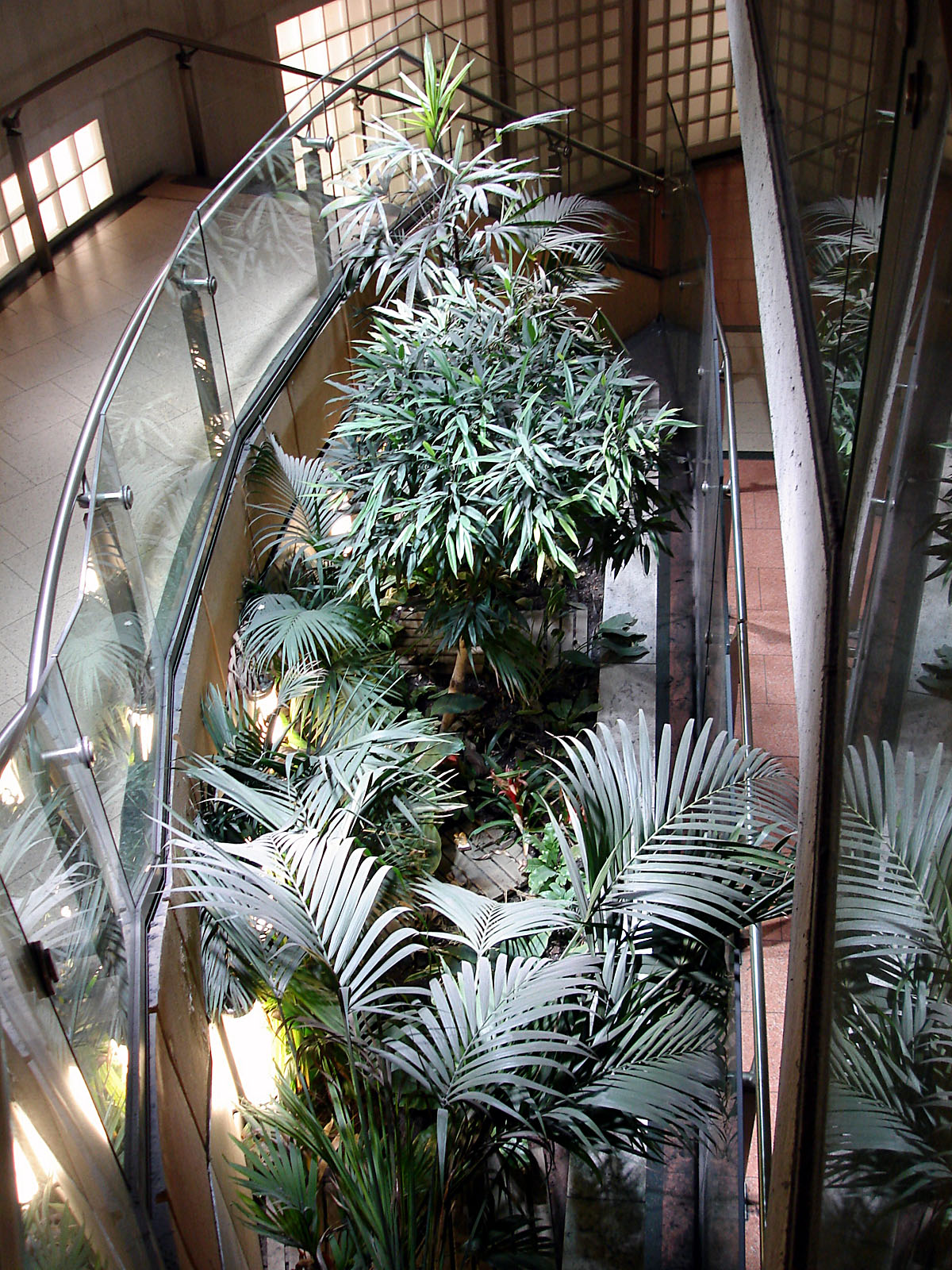
Зелёные насаждения в переходной галерее возле зала линии 14
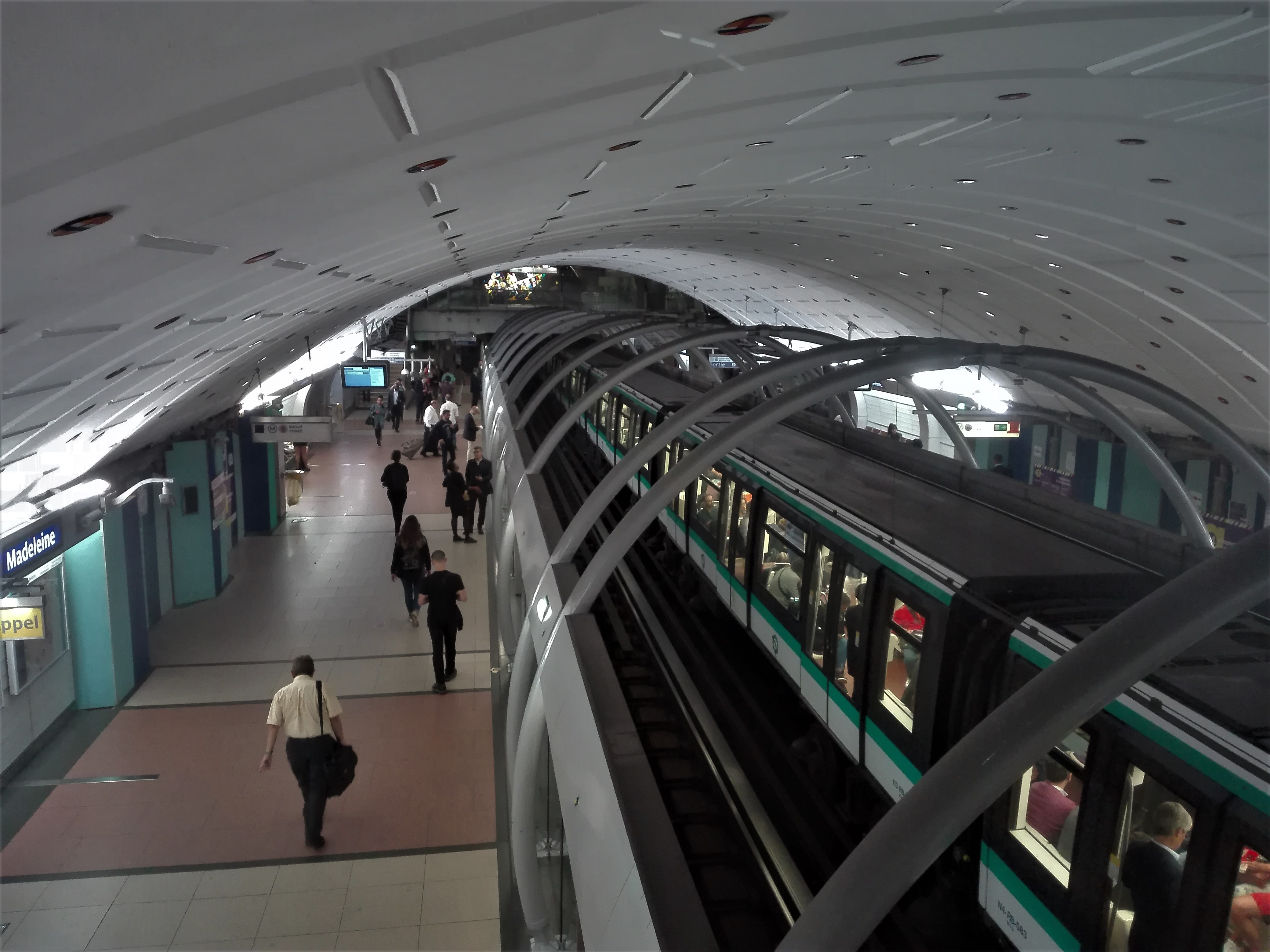
Зал линии 14